# Jean Charles Athanase Peltier
Jean Charles Athanase Peltier (Ham, 22 de fevereiro de 1785 – Paris, 27 de outubro de 1845), foi um físico francês. Ele era originalmente um revendedor de relógios, mas aos 30 anos começou experimentos e observações em física.
Peltier foi o autor de vários artigos em diferentes departamentos de física. Seu nome está especialmente associado aos efeitos térmicos nas junções de um circuito voltaico,  o efeito Peltier. Peltier introduziu o conceito de indução eletrostática (1840), baseado na modificação da distribuição de carga elétrica em um material sob a influência de um segundo objeto mais próximo a ele e sua própria carga elétrica.